# Mansueto Almeida
Mansueto Facundo de Almeida Júnior (Fortaleza, 30 de setembro de 1967) é um economista e empresário brasileiro.
Em maio de 2016 o então pesquisador do IPEA foi convidado pelo Ministro Henrique Meirelles para integrar a equipe econômica do Ministério da Fazenda, vindo a assumir inicialmente o posto de Secretário de Acompanhamento Econômico. Na Secretaria ele comandou a política fiscal, antiga atribuição do Tesouro Nacional, além de tratar dos planos de reformas econômicas do governo de Michel Temer. Em janeiro de 2018 passou a chefiar a Secretaria de Acompanhamento Fiscal. Em abril do mesmo ano foi nomeado secretário do Tesouro Nacional, cargo que exerceu até 15 de julho de 2020. É considerado um dos maiores especialistas do país em contas públicas. Atualmente, é sócio e economista-chefe do BTG Pactual.

## Biografia
Mansueto Facundo de Almeida Júnior, nascido em 30 de setembro de 1967 em Fortaleza, no Ceará, filho de Mansueto Facundo de Almeida. É graduado pela Universidade Federal do Ceará e possui Mestrado pela Universidade de São Paulo (USP). Cursou o Doutorado em Políticas Públicas no MIT, Cambridge, no Massachusetts, mas não defendeu a tese. O economista atua na especialidade de Finanças e Contas Públicas, atualmente é considerado um dos principais especialistas do tema no país.
É funcionário de carreira do IPEA em Brasília, lotado como Técnico de Planejamento e Pesquisa no instituto, tendo nesse âmbito assumido os seguintes cargos em Brasília: coordenador-geral de Política Monetária e Financeira na Secretaria de Política Econômica no Ministério da Fazenda (1995-1997), assessor da Comissão de Desenvolvimento Regional e de Turismo do Senado Federal (2005-2006). Também atuou como Assessor Econômico do Senador Tasso Jereissati e consultor para o então candidato a presidência Aécio Neves nas Eleições de 2014.
Em maio de 2016, voltou ao IPEA, mas foi convidado pelo Ministro da Fazenda, Henrique Meirelles, para integrar sua equipe de economistas, vindo a assumir o cargo de Secretário na Secretaria de Acompanhamento Econômico (SEAE) do Ministério da Fazenda em Brasília.
Na SEAE, contribuiu nos esforços da equipe econômica para a implementação dos planos de Reformas, como no Ajuste Fiscal, na Reforma da legislação trabalhista e na Reforma Previdenciária. Na Secretaria, Mansueto Almeida defendeu medidas de redução dos gastos governamentais e aumento da arrecadação para conter os consecutivos déficits do orçamento do governo federal, medidas já defendidas por ele antes de assumir o cargo.
Quanto a Previdência Social, manifestou-se contra a aposentadoria precoce e apontado o déficit previdenciário como uma das causas dos problemas orçamentários do governo federal que constantemente era obrigado a cobrir os constantes rombos na previdência. Segundo ele, como Secretário, se o Congresso Nacional decidisse não fazer ou adiar a reforma previdenciária prevista para votação em 2017, seria preciso aumentar a carga tributária em 10 pontos do PIB, o que seria ainda mais catastrófico para o sistema previdenciário e para a própria economia do país, que já estava em recessão. Assim, ele entende que as reformas, embora dolorosas no curto prazo, são necessárias para a sustentabilidade econômica do sistema previdenciário brasileiro.
Em novembro de 2017, foi especulado seu nome como possível ministro da fazenda do presidenciável Jair Bolsonaro.
A partir do Decreto da Presidência da República nº 9.266 de 16 de janeiro de 2018, a Secretaria de Acompanhamento Econômico do Ministério da Fazenda foi extinta e sendo substituída por duas Secretarias. Dado essa reestruturação no Ministério da Fazenda, a Secretaria de Acompanhamento Fiscal, Energia e Loterias foi chefiada por Mansueto Almeida. Nessa secretaria, Almeida continuou a coordenar os projetos da reforma da Previdência e o projeto de privatização da Lotex, a estatal brasileira de loterias.
Em abril de 2018, após a substituição de Henrique Meirelles por Eduardo Guardia no Ministério da Fazenda, Mansueto foi anunciado como novo chefe da Secretaria do Tesouro Nacional. Ele chegou a ser cotado para assumir o Ministério do Planejamento e também cotado para assumir o BNDES, porém o Ministro da Fazenda optou por designá-lo para a chefia do Tesouro Nacional, cargo que exerceu até 15 de julho de 2020, quando então foi substituído pelo economista Bruno Funchal.
Em julho de 2020, Almeida informou que deixaria o setor público e ingressaria na iniciativa privada, após os seis meses de quarentena. Em janeiro de 2021, tornou-se economista-chefe e sócio do BTG Pactual, integrando o setor de wealth management e institutional sales da instituição.

## Posicionamentos
Mansueto Almeida participou de entrevistas e reportagens nos principais veículos de imprensa brasileiros sobre temas relativos às Finanças Públicas do Brasil e a atual situação das Contas Públicas do Governo Federal, além da relação com a crise econômica de 2014. Ele também foi colunista regular no jornal Valor Econômico, e tem frequentemente participado de Conferências, Seminários e Palestras relativas ao tema Econômico, principalmente no tocante às Contas Públicas do Governo Federal.
Nas suas exposições sempre chamou a atenção para a crise fiscal brasileira, a deterioração das contas públicas e sua relação com a crise econômica. Para ele, a causa da crise estava na chamada nova matriz econômica adotada ao longo do governo Dilma. Nesse sentido, defendeu o ajuste fiscal e a reforma da previdência, entre outras medidas, como meios efetivos para superar a crise.

## Publicações
- Almeida & Giambiagi (organizadores) (2017). Retomada do Crescimento: Diagnóstico e Propostas. Rio de Janeiro: Elsevier. ISBN 9788535287417
- Almeida & Salto (2016). Finanças Públicas: da Contabilidade Criativa ao Resgate da Credibilidade. Rio de Janeiro: Editora Record. ISBN 9788501091710
- Almeida; Lima-de-Oliveira; Ross Schneider, Mansueto; Renato; Ben (2014). POLÍTICA INDUSTRIAL E EMPRESAS ESTATAIS NO BRASIL: BNDES E PETROBRAS (PDF). Brasília: Rio de Janeiro: Instituto de Pesquisa Econômica Aplicada. ISSN 1415-4765
- Almeida & De Negri (Organizadores), Mansueto e Fernanda (2010). Estrutura Produtiva Avançada e Regionalmente Integrada: desafios do desenvolvimento produtivo brasileiro - Volume 1 (PDF). Brasília: Instituto de Pesquisa Econômica Aplicada. ISBN 978-85-7811-066-6